# 내하BOSS요취아
《내하BOSS요취아》(중국어: 奈何BOSS要娶我)는 2019년 1월 17일부터 2019년 2월 14일까지 방영된 소후, 망고TV에서 방송된 중국의 드라마이다. 한국어로는 '보스가 결혼하재요', '보스와의 계약결혼' 등으로 해석된다. 현재 대한민국의 넷플릭스에서는 ‘보스가 결혼하재요’라는 제목으로, 왓챠에서는 '내하BOSS요취아: 보스와의 계약결혼'라는 제목으로 VOD 서비스가 제공되고 있다.

## 줄거리
신인 배우 샤린(夏林)이 백혈병에 걸렸다는 사실을 알게 되고 골수를 이식해주는 대가로 링이저우(凌異洲)와 계약 결혼을 하면서 일어나는 이야기.

## 등장 인물
| 배우     | 배역              | 소개 |
| -------- | ----------------- | --- |
| 왕솽     | 샤린 (夏林)       | 내하BOSS요취아의 여자 주인공으로, 무명 배우이지만 열심히 노력해서 성공하겠다는 포부를 가지고 있다. 링이저우(凌异洲)에게 '무무'라는 별명으로 불린다. 21세의 나이에 백혈병 진단을 받게 되고, 자신의 골수가 링이저우(凌异洲)의 골수와 일치한다는 사실을 안 이후 링이저우(凌异洲)에게 들이댄다. |
| 쉬카이청 | 링이저우 (凌異洲) | 내하BOSS요취아의 남자 주인공으로, 강둥시의 유명한 사업가이자 링지 기업의 회장 겸 CEO이다. |
| 이바이천 | 추옌 (楚炎)       | 링이저우(凌异洲)의 절친한 친구이자 연예계 톱스타이다. 겉으로는 독설을 내뱉지만 사실 마음은 여리다. 처음엔 샤린을 마음에 들어하지 않지만, 투닥거리면서 친해진 뒤 좋은 여자임을 알게 된다. |
| 양하오밍 | 난진톈 (南錦天)   | 난톈 그룹의 상속자이며, 샤린(夏林)에게 호의적인 척 다가오지만 악의를 숨기고 있다. |
| 류자시   | 자페이 (賈菲)     | 샤린(夏林)의 절친이며 연예계에 관심이 많은 인터넷 소설 작가이다. 의리 있는 성격으로, 샤린(夏林)이 힘들 때 정신적으로 도움이 되어주고 연애 상담도 해준다. 솔직하고 털털한 성격이다. |
| 황첸숴   | 원리 (聞立)       | 링이저우(凌異洲)의 유능한 비서이자 비즈니스 파트너이다. 링이저우(凌異洲)를 깍듯하게 모시고 일처리가 깔끔하다. |
| 쑨자치   | 안란 (安然)       | 링이저우(凌異洲), 추옌(楚炎)과 어릴 적부터 알고 지낸 친한 동생이다. 갖고 싶은 게 생기면 무조건 가져야 하는 성격을 갖고 있다. 링이저우(凌異洲)는 친한 동생 이상으로 여기지 않지만, 안란(安然)은 링이저우(凌異洲)를 포기하지 않고 여러 가지 행각을 벌인다.                                    |

## OST
1. 난 아직도 널 좋아해 (我還是很喜歡你, 오프닝 곡) - 샤완안 (夏婉安)
2. 심호흡 (深呼吸, 엔딩 곡) - 정훙 (鄭虹)
3. 달콤한 발효 (甜蜜發酵, 삽입곡) - 퉁커커 (童可可)
4. 전속 애칭 (專屬愛稱, 삽입곡) - 나무와 소년 (木及少年)
5. 너를 놓치면 안 돼 (不能失去你, 삽입곡) - 왕루이치 (王瑞淇)
6. 다 잘 될 거야 (一切都會好起來的, 삽입곡) - 한안쉬 (韓安旭)
7. 내가 있잖아 (我在啊, 삽입곡) - 중수퉁 (鍾抒曈)

## 참고 사항
- 드라마가 끝나고 나오는 영상은 대한민국처럼 다음 화 예고편만이 아니다. 드라마 시리즈 전체 하이라이트를 요약한 같은 영상이 매 화 마지막에 나온다.
- 여자 주인공 왕솽(王雙)의 별명이 무무인 이유는 중국에서 木는 ‘무’라고 발음하는데, 드라마 속 이름 夏林의 林이 나무 목 두개 木木의 모양이기 때문이다.
- 시즌 1이 많은 인기를 끌어서 이후 시즌 2가 나왔다. 시즌 2는 16부작으로 편성되었다.